# Campeonato Mundial de Atletismo de 2019 - 20 km marcha atlética masculina
A competição da marcha atlética masculina 20 km no Campeonato Mundial de Atletismo de 2019 foi realizada em Doha, no Catar, no dia 4 de outubro.

## Recordes
Antes da competição, os recordes eram os seguintes: 
| Recorde mundial                               | Yūsuke Suzuki (JPN)       | 1:16:36 | Nomi, Japão                | 15 de março de 2015  |
| Recorde do campeonato                         | Jefferson Pérez (ECU)     | 1:17:21 | Seine-Saint-Denis, França  | 23 de agosto de 2003 |
| Recorde do ano                                | Toshikazu Yamanishi (JPN) | 1:17:15 | Nomi, Japão                | 17 de março de 2019  |
| Recorde da África                             | Hatem Ghoula (TUN)        | 1:19:02 | Eisenhüttenstadt, Alemanha | 10 de maio de 1997   |
| Recorde da Ásia                               | Yūsuke Suzuki (JPN)       | 1:16:36 | Nomi, Japão                | 15 de março de 2015  |
| Recorde da América do Norte, Central e Caribe | Julio René Martínez (GUA) | 1:17:46 | Eisenhüttenstadt, Alemanha | 8 de maio de 1999    |
| Recorde da América do Sul                     | Jefferson Pérez (ECU)     | 1:17:21 | Seine-Saint-Denis, França  | 23 de agosto de 2003 |
| Recorde da Europa                             | Yohann Diniz (FRA)        | 1:17:02 | Arles, França              | 8 de março de 2015   |
| Recorde da Oceania                            | Nathan Deakes (AUS)       | 1:17:33 | Cixi, China                | 23 de abril de 2015  |

## Medalhistas
| Ouro                      | Prata           | Bronze                  |
| Toshikazu Yamanishi (JPN) | Vasiliy Mizinov | Perseus Karlström (SWE) |

## Tempo de qualificação
| Tempo de qualificação |
| --------------------- |
| 1:22:30               |

## Calendário
| Data                 | Horário | Fase  |
| -------------------- | ------- | ----- |
| 4 de outubro de 2019 | 23:30   | Final |

Todos os horários estão no horário local (UTC+3)

## Resultado final
A final ocorreu dia 4 de outubro às 23:29. 
| Pos.              | Atleta                   | Nacionalidade   | Tempo   | Notas |
| ----------------- | ------------------------ | --------------- | ------- | ----- |
| Medalha de ouro   | Toshikazu Yamanishi      | Japão           | 1:26:34 |       |
| Medalha de prata  | Vasiliy Mizinov          | Atletas Neutros | 1:26:49 |       |
| Medalha de bronze | Perseus Karlström        | Suécia          | 1:27:00 |       |
| 4                 | Christopher Linke        | Alemanha        | 1:27:19 |       |
| 5                 | Salih Korkmaz            | Turquia         | 1:27:35 |       |
| 6                 | Koki Ikeda               | Japão           | 1:29:02 |       |
| 7                 | Tom Bosworth             | Grã-Bretanha    | 1:29:34 |       |
| 8                 | Wang Kaihua              | China           | 1:29:52 |       |
| 9                 | Yin Jiaxing              | China           | 1:29:53 |       |
| 10                | Eiki Takahashi           | Japão           | 1:30:04 |       |
| 11                | Marius Žiūkas            | Lituânia        | 1:30:22 |       |
| 12                | Erick Barrondo           | Guatemala       | 1:30:40 |       |
| 13                | Caio Bonfim              | Brasil          | 1:31:32 |       |
| 14                | Massimo Stano            | Itália          | 1:31:36 |       |
| 15                | Dane Bird-Smith          | Austrália       | 1:32:11 |       |
| 16                | Kévin Campion            | França          | 1:32:16 |       |
| 17                | Hagen Pohle              | Alemanha        | 1:32:20 |       |
| 18                | Andrés Chocho            | Equador         | 1:32:49 |       |
| 19                | Georgiy Sheiko           | Cazaquistão     | 1:32:53 |       |
| 20                | Julio César Salazar      | México          | 1:33:02 |       |
| 21                | Choe Byeong-kwang        | Coreia do Sul   | 1:33:10 |       |
| 22                | Álvaro Martín            | Espanha         | 1:33:20 |       |
| 23                | Brian Pintado            | Equador         | 1:33:48 |       |
| 24                | Gabriel Bordier          | França          | 1:34:06 |       |
| 25                | Matteo Giupponi          | Itália          | 1:34:29 |       |
| 26                | Miguel Ángel López       | Espanha         | 1:35:00 |       |
| 27                | Irfan Kolothum Thodi     | Índia           | 1:35:21 |       |
| 28                | Ivan Losev               | Ucrânia         | 1:35:42 |       |
| 29                | Luis Henry Campos        | Peru            | 1:37:20 |       |
| 30                | Viktor Shumik            | Ucrânia         | 1:37:23 |       |
| 31                | Alex Wright              | Irlanda         | 1:37:33 |       |
| 32                | Dawid Tomala             | Polónia         | 1:38:15 |       |
| 33                | Samuel Gathimba          | Quênia          | 1:40:45 |       |
| 34                | Eduard Zabuzhenko        | Ucrânia         | 1:41:04 |       |
| 35                | Diego García             | Espanha         | 1:41:14 |       |
| 36                | Devender Singh           | Índia           | 1:41:48 |       |
| 37                | Kim Hyun-sub             | Coreia do Sul   | 1:42:13 |       |
| 38                | Wayne Snyman             | África do Sul   | 1:43:57 |       |
| 39                | Moacir Zimmermann        | Brasil          | 1:44:16 |       |
| 40                | Aliaksandr Liakhovich    | Bielorrússia    | 1:44:25 |       |
| 45                | Rhydian Cowley           | Austrália       | DNF     | DNF   |
| 45                | Cai Zelin                | China           | DNF     | DNF   |
| 45                | Mauricio Arteaga         | Equador         | DNF     | DNF   |
| 45                | Nils Brembach            | Alemanha        | DNF     | DNF   |
| 45                | José María Raymundo      | Guatemala       | DNF     | DNF   |
| 45                | Carlos Sánchez Cantera   | México          | DNF     | DNF   |
| 45                | Richard Vargas           | Venezuela       | DNF     | DNF   |
| 45                | Jhon Alexander Castañeda | Colômbia        | DSQ     | DSQ   |
| 45                | Callum Wilkinson         | Grã-Bretanha    | DSQ     | DSQ   |
| 45                | José Barrondo            | Guatemala       | DSQ     | DSQ   |
| 45                | José Leyver Ojeda        | México          | DSQ     | DSQ   |
| 45                | José Mamani              | Peru            | DSQ     | DSQ   |
| 45                | Evan Dunfee              | Canadá          | DNS     | DNS   |
| 45                | Giorgio Rubino           | Itália          | DNS     | DNS   |

Legenda
| Recorde mundial       | Recorde mundial (World record)               |                       | Recorde africano                      | Recorde africano (African) |                                           | Q | Classificado por posição (Qualified) |
| Recorde do campeonato | Recorde do campeonato (Championship record)  | Recorde da América    | Recorde da América (Americas)         | q                          | Classificado por melhor tempo (Qualified) |   |                                      |
| Melhor marca do ano   | Melhor marca do ano (World leading)          | Recorde asiático      | Recorde asiático (Asian)              | DNS                        | Não largou (Did not start)                |   |                                      |
| Recorde nacional      | Recorde nacional (National record)           | Recorde europeu       | Recorde europeu (European)            | DNF                        | Não terminou (Did not finish)             |   |                                      |
| Recorde pessoal       | Recorde pessoal do atleta (Personal best)    | Recorde da Oceania    | Recorde da Oceania (Oceania)          | DSQ / DQ                   | Desclassificado (Disqualified)            |   |                                      |
| Recorde da temporada  | Recorde da temporada do atleta (Season best) | Recorde sul-americano | Recorde sul-americano (South America) | NM                         | Sem marca (No mark)                       |   |                                      |